# Leopold August von Stutterheim

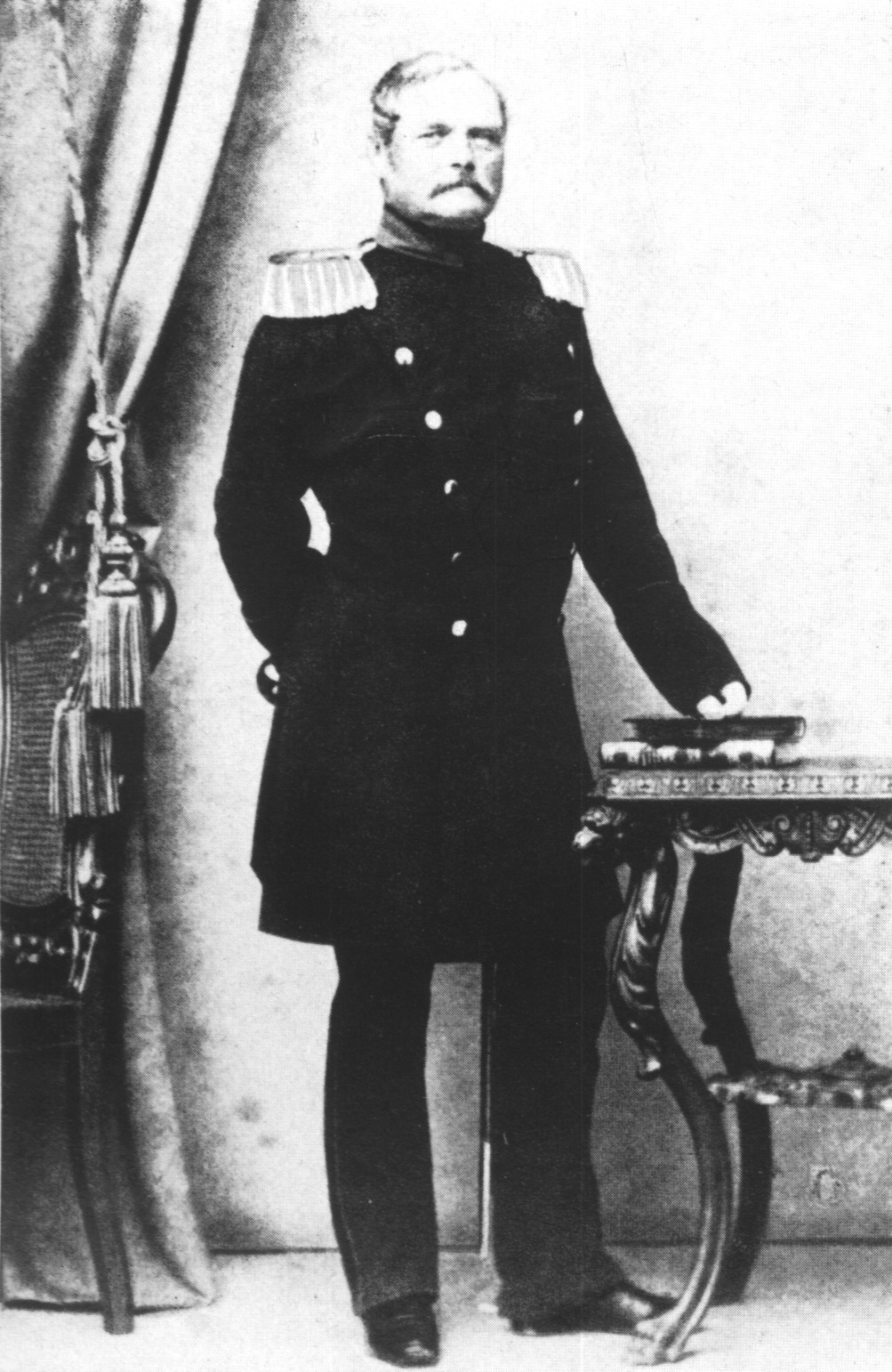
Leopold August von Stutterheim (1808–1868)

Leopold August von Stutterheim (* 17. September 1808 in Neustadt an der Aisch; † 1. Mai 1868 in Bensberg bei Köln) war ein preußischer Generalmajor.

## Leben

### Herkunft
Seine Eltern waren August Leopold von Stutterheim (* 17. November 1769; † 14. März 1827) und dessen Ehefrau Florentine Karoline Wilhelmine, geborene Freiin von Falkenhausen (* 1774; † 30. Januar 1834). Sein Vater war Oberst und Kommandeur des Brandenburgischen Ulanen-Regiments, Ritter des Ordens Pour le Mérite und wurde während der Befreiungskriege in der Schlacht bei Ligny schwer verwundet. Seine Mutter war Tochter von Friedrich Carl von Falkenhausen (* 20. Oktober 1734; † 13. Oktober 1796) und eine Enkelin von Karl Wilhelm Friedrich von Brandenburg-Ansbach.

### Militärlaufbahn
Stutterheim wurde am 15. April 1819 Kadett in Potsdam und kam am 8. Juni 1823 als Kadett nach Berlin. Am 15. April 1825 kam er als Jäger zum Garde-Jäger-Bataillon. Er wurde am 27. Februar 1827 Oberjäger und bereits am 13. Dezember 1827 Portepeefähnrich. Dann kam er am 14. März 1829 als Sekondeleutnant in das 17. Infanterie-Regiment. Vom 10. April 1842 bis zum 10. April 1846 war er Adjutant und Rechnungsführer der I. Bataillons des 17. Landwehr-Regiments in Wesel. Am 17. Januar 1743 wurde er nun zum Premierleutnant befördert. Kurze Zeit vom 2. Februar 1847 bis zum 2. Mai 1847 war er Kompanieführer im 7. kombinierten Reservebataillon. Aber schon am 13. April 1847 wurde er Hauptmann und Kompaniechef im 17. Infanterie-Regiment. Am 25. Juli 1854 kam Stutterheim als Major und Kommandeur zum III. Bataillon des 27. Landwehr-Regiments. Etwas später am 3. März 1858 wurde er als Bataillonskommandeur in das 38. Infanterie-Regiment versetzt. Am 31. Mai 1859 wurde er zum Oberstleutnant befördert und am 8. Mai 1860 wurde er nun Führer des 25. kombinierten Infanterie-Regiments. Dazu erhielt er am 25. Mai 1760 den Roten Adlerorden IV. Klasse und am 1. Juli 1860 wurde er zum Kommandeur des Infanterie-Regiments Nr. 65 ernannt. Schon am 20. September 1861 erhielt er den Roten Adlerorden III. Klasse mit Schleife, dazu erhielt er am 18. Oktober 1861 die Beförderung zum Oberst. Am 6. Mai 1865 erhielt er die Demission unter Verleihung des Charakters als Generalmajor mit Pension. Er starb 59-jährig am 1. Mai 1868 in Bensberg und wurde auf dem dortigen Friedhof beigesetzt.

### Familie
Stutterheim erhielt am 8. Februar 1842 die Erlaubnis zur Heirat und am 3. Mai 1842 heiratete er in Wesel Alwine Christiane Helene Hermine Eichelberg (* 31. März 1816; † 3. Mai 1887), Tochter des Stadtphysikus Dr. Johann Philipp Alber Eichelberg. Aus der Ehe gingen mehrere Kinder hervor.